# コンスタンティウス・クロルス
フラウィウス・ウァレリウス・コンスタンティウス（ラテン語: Flavius Valerius Constantius、250年3月31日 - 306年7月25日）は、ローマ帝国の皇帝（305年 - 306年）。コンスタンティウス1世とも。一般に χλωρός, Chloros（Chlorus）クロロス（クロルス、「青白い」という意味のギリシア語）と呼ばれているが、これは後の東ローマ帝国時代の歴史家たちが付けたあだ名である。コンスタンティヌス1世の父で、コンスタンティヌス朝の創始者である。

## 生涯
『ローマ皇帝群像』によるとコンスタンティウスは、ダルダニアから来た貴族エウトロピウスと、皇帝クラウディウス2世や皇帝クインティルスの姪にあたるクラウディアとの間に生まれた息子である 。しかし歴史家の多くは、この系譜は彼の孫コンスタンティヌス2世帝による捏造で、地位が高い2人の末裔に見せかけたかったのだろうと考えている。カルス帝の下で彼はダルマチアの領主となり、さらにカルス帝は、自らの放蕩息子カリヌスに代わって彼を後継者にしようと考えていたといわれる
293年、皇帝ディオクレティアヌスがテトラルキア（四分統治）を制定し、ローマ帝国を西側と東側とに分割した。どちら側も正帝が支配し、副帝がそれを補佐した。ディオクレティアヌスは東側の帝国の正帝となり、ガレリウスを彼の副帝とした。コンスタンティウスは西側の正帝マクシミアヌスを補佐する副帝に任命され、マクシミアヌスの義理の娘であるフラウィア・マクシミアナ・テオドラを妻とした。2人の間には6人の子が生まれた。コンスタンティウスには、小アジアのニコメディア出身の先妻（または妾）ヘレナとの間に息子がおり、これが後のコンスタンティヌス1世となった。コンスタンティウスは、ガリアとブリタンニアの支配を任され、さらにおそらくはヒスパニアも支配を任された。

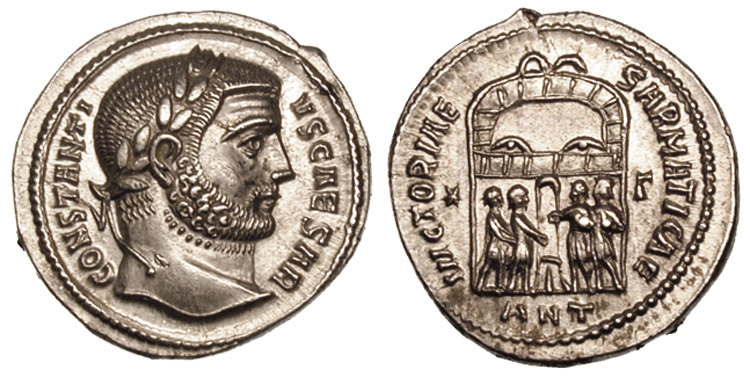
コンスタンティス・クロルスが統治するアンティオケイアで鋳造されたアルゲンティウス銀貨。裏面はテトラルキアの下でサルマタイ人への勝利を祝い、生贄を捧げる図。

同年、コンスタンティウスはボノニア（現ブローニュ＝シュル＝メール）近くでカラウシウスの軍団を破った。カラウシウスは、ブリタンニアとガリア北部で286年に自ら皇帝を僭称していた。この後、カラウシウスは会計官アレクトゥスに殺害され、代わってアレクトゥスがブリタンニアを支配するようになったが、296年にコンスタンティウスが送った近衛兵隊長ユリウス・アスクレピオドトゥスに敗れて落命し、ブリタンニアのローマ支配が復元した。
同じく296年、コンスタンティウスはガリアの都市リンゴネにおいてアラマンニ族とも戦った。彼は都の中に閉じ込められたが、6時間後に兵に救出され、敵を打ち破った。このような戦いによって、ライン川沿い国境の守りが固められた。
ディオクレティアヌスの健康が崩れたため、ディオクレティアヌスとマクシミアヌスは305年に共同皇帝の座を下り、代わってコンスタンティウスとガレリウスとが共同皇帝となった。コンスタンティウスは西側の帝国を支配し、ガレリウスは東側を支配した。副帝にはフラウィウス・ウァレリウス・セウェルスとマクシミヌス・ダイアとが任命された。副帝の座を狙う息子コンスタンティヌスは、父のガリア・ブリタンニア戦役に同行した。コンスタンティウスは、306年にブリタンニアのヨークにおいて逝去した。そして息子コンスタンティヌスは、軍事力に支えられて、皇帝となることを宣言した。

## 伝説

### キリスト教の伝説
コンスタンティヌス大帝の父として、キリスト教ではコンスタンティウスにまつわるいくつも伝説が語られてきた。エウセビオスの『コンスタンティヌスの生涯』によると、父コンスタンティウス自身は非キリスト教徒を装っていたが実はキリスト教徒で、ディオクレティアヌスの副帝だった時代にも、皇帝によるキリスト教迫害には加担しなかったという。 さらに、彼の最初の妻ヘレナ（コンスタンティヌス大帝の生母）については、聖十字架の発見をはじめ、多くの伝説が残されている。

### ブリテンの伝説
コンスタンティウスのブリテンでの活躍は、ブリテンの中世の伝説に残されている。モンマスのジョフリーが書いた『ブリタニア列王史』（1136年）によると、ブリテンの王位がアスクレピオドトスからコルチェスターのコール王に奪われた後、ローマ元老院の使節としてコンスタンティウスがブリテンに派遣された。コール王はコンスタンティウスに服従し、ローマに年貢をささげることを約束したが、そのわずか8日後に亡くなった。コンスタンティウスはコール王の娘ヘレナと結婚してブリテンの王となった。2人の間に息子コンスタンティヌスが産まれ、11年後にヨークで父が亡くなった後にブリテン王位を継いだ。 なお、ヘレナがブリテン生まれということは、これ以前にハンティンドンのヘンリーが主張しているが、コンスタンティウスはブリタンニアに出征するより前にヘレナと離婚しており、歴史学的な裏付けはない。

## 参考資料
- アウレリウス・ウィクトル（en:Aurelius Victor）, Epitome de Caesaribus and Liber de Caesaribus
- エウセビオス, 『コンスタンティヌスの生涯』
- エウトロピウス, Breviarium
- 『ローマ皇帝群像』 - Claudius および Carus
- ゾシムス（en:Zosimus）, Historia Nova